# Colibrí amazília gorjaverd
El colibrí amazília gorjaverd (Amazilia fimbriata) és una espècie d'ocell de la família dels troquílids (Trochilidae) que habita boscos clars, vegetació secundària, garrigues, sabanes i ciutats de les terres baixes, per l'est dels Andes des de l'est de Colòmbia, Veneçuela i Guaiana, cap al sud, a través de l'est de l'Equador fins al nod-est del Perú, nord de Bolívia i el Brasil.